# Ludwig Wittgenstein
Ludwig Josef Johann Wittgenstein, avstrijski filozof, logik in inženir, * 26. april 1889, Dunaj, Avstrija, † 29. april 1951, Cambridge, Anglija, Združeno kraljestvo.
Je eden vodilnih analitičnih filozofov 20. stoletja, ki je postavil temelje sodobne filozofije, predvsem v logiki in  filozofiji navadnega jezika. Razvil je dva zelo svojevrstna, toda medsebojno nerazdružljiva sistema, ki se oba v glavnem ukvarjata z odnosi med jezikom in svetom.
S svojimi deli je vplival tako na svoje sodobnike, Dunajski krog in Bertranda Russella, kot tudi na filozofe poznega dvajsetega stoletja, npr. Richarda Rortya in Jeana-Françoisa Lyotarda. 

## Življenjepis

### Zgodnje življenje
Wittgenstein se je rodil leta 1889 na Dunaju očetu Karlu Wittgensteinu, velikanu na področju industrije z jeklom in železom, ter materi Leopoldini Wittgenstein (roj. Kallmus), pianistki. Mati njegove matere Marie Kallmus (roj. Stallner) se je leta 1825 rodila v Sevnici in je edina od njegovih starih staršev, ki ni bila judovskega rodu (Stallnerji so bili štajerski trgovci s tekstilom še vse do 2. svetovne vojne). Od devetih otrok Karla in Leopoldine Wittgenstein je kasneje ostalo le šest, saj so trije naredili samomor.

### Šolanje
Wittgensteinovi starši so kljub pretežno judovskim koreninam otroke vzgajali v katoliški veri. Kot otrok je bil Ludwig deležen zasebnega pouka in šele pri štirinajstih je prvič šel v šolo. Poznan je bil kot slab učenec. Maturo je opravil samo zato, da se je lahko leta 1906 vpisal na tehnično univerzo v Berlin - Charlottenburgu, kjer je študiral inženirstvo. Wittgenstein je imel smisel za tehniko in stroje, k čemur je pripomoglo njegovo odraščanje v obdobju razvoja in razcveta strojev. Že leta 1908 se je odpravil v Manchester, kjer se je ukvarjal z letalskimi motorji in propelerji ter postal letalski inženir.
Wittgenstein je bil močno očaran nad logiko in matematiko, kar ga je pripeljalo do priznanega matematika Gottloba Fregeja v Jeni. Le-ta je uvidel Wittgensteinovo nadarjenost ter ga napotil na Univerzo Cambridge, kjer sta delovala začetnika logičnega pozitivizma Alfred North Whitehead in Bertrand Russell, ki ju lahko označimo tudi kot utrjevalca poti moderne analitične filozofije, filozofije znanosti in filozofije matematike. Sprva je Russell zavračal Ludwiga, vendar je kaj kmalu uvidel njegovo nadarjenost, kasneje genialnost, ter se z njim močno zbližal. Kritiko in popravljanje svojega dela Principi matematike je Russell prepustil Wittgensteinu. V tem času je Ludwig poleg popravljanja Russellovega dela, pripravljal še lastno delo z naslovom Logično filozofski traktat, ki je hkrati njegovo najpomembnejše in edino delo, ki ga je objavil za časa življenja.
Wittgenstein je vmes pogosto potoval, predvsem na Norveško, kjer je ob fjordu imel postavljeno kočo namenjeno bivanju s svojim prvi ljubimcem in partnerjem Davidom Pinsentom iz Cambridgeja. Kot prvi je njegovo istospolno usmerjenost leta 1973 razkril njegov biograf William Warren Bartley glede na pričevanja Wittgensteinovih prijateljev in na podlagi dveh njegovih dnevnikov, ki sta bila napisana v zakodiranem jeziku.

### Učitelj, arhitekt
Po izdaji Traktata leta 1921 je v skladu z etičnim zaključkom dela opustil akademsko kariero in se zaposlil kot učitelj razrednega pouka na avstrijskem podeželju. Spomladi leta 1926 je učiteljsko mesto zaradi škandala zapustil. Isto pomlad je umrla tudi njegova mati in občutek lastne nevrednosti ga je ponovno pripeljal do misli o samomoru. Začasno se je zaposlil kot vrtnar v samostanu na Dunaju. Iz osebne krize ga je rešila sestra, Margareth Stonborough-Wittgenstein, ki je v tistem času skupaj z arhitektom Pavlom Engelmannom, učencem Adolfa Loosa, načrtovala enostanovanjsko hišo v predmestju Dunaja. Wittgenstein je kmalu po pristopu k projektu prevzel vlogo glavnega arhitekta. Hiša, ki zvesto sledi načelu simplex sigillum veri, je moderna verzija palače 18. stoletja. Najbolj razvpite značilnosti projekta so rebrasti kotni radiatorji in skoraj zloglasna Wittgensteinova natančnost pri oblikovanju detajlov. Ko je bila hiša pomladi 1928 pred zaključkom del, so na Wittgensteinovo zahtevo podrli strop v glavni sprejemnici in ga dvignili za 3 centimetre. V vmesnem času se je vrnil tudi v filozofske razprave takratnega Dunaja.

### Nadaljevanje študija in pridobitev naziva profesor
Leta 1929 se je Wittgenstein vrnil na Cambridge, kjer je prevzel nesprejeti doktorski naslov za omenjeni Traktat. Do takrat je prišel do ugotovitve, da teorija o jeziku kot odslikavi resničnosti ne drži. Pri tej ugotoviti in popolni ovržbi svoje teorije mu je pomagal tudi italijanski ekonomist Piero Sraffa, kateremu je kasneje posvetil svoje zadnje delo, Filozofske raziskave, ki so izšle leta 1953. Rezultati ugotovitev se kažejo v tem, da so njegova kasnejša dela bila nasprotje trditev iz hierarhično in hkrati logično izpeljivih izjav v Traktatu. Ob vrnitvi na univerzo je pisal in delal, vendar zanj napisano ni bilo vredno objave. Na Cambridge je živel kot docent ter šele pri petdesetih postal profesor. Ljudje so ga videli kot romaneskno figuro, ki je iz življenjskega razkošja padla v revščino, hkrati pa je bil že za časa življenja legenda samega sebe.

### 1. in 2. svetovna vojna
Wittgenstein se je v prvo in drugo svetovno vojno javil prostovoljno, vendar v drugi svetovni vojni ni bil na strani Avstrijcev, temveč Angležev. Delal je kot asistent v bolnišnici in se med delom navezal na izkušnje pri izdelavi letal ter tako razvil laboratorijske naprave in aparature za merjenje pulza, krvnega tlaka, frekvence in volumna dihanja.

### Zadnja leta in smrt
Po končani vojni je poučeval na Cambridgeu še 4 leta in se nato pri oseminpetdesetih upokojil. Zadnja leta je preživel na Irskem in Oxfordu ter leta 1951 umrl za rakom na prostati. Njegove zadnje ohranjene besede so bile namenjene njegovim prijateljem: "Povejte jim, da sem imel čudovito življenje."
Po smrti so bila objavljena njegova nedokončana dela ter zapiski Wittgensteinovih učencev.

## "Meje mojega jezika so meje mojega sveta"[8]
Wittgensteinova revolucionarna misel je bila, da jezik ni le pastorek, temveč središče filozofije.
Do tedaj je bilo vsem filozofom jasno, da svoje misli izražajo v besedah in stavkih, toda odvisnost njihovih misli in sklepov v povezavi s sredstvi jezika ni bila opažena. Tudi Immanuel Kant je v središče pomaknil pravila igre izkušenega izkustva in človeškega mišljenja, jezika pa se je samo dotaknil. Za Wittgensteina je bila to 'napaka', ki jo je opazil tudi pri Whiteheadu in Russellu. Zanj je filozofija prikazovala kritiko jezika.
Do te ideje je prišel ob pogledu na miniaturni model prometne nesreče, ki je ponazoril, kako se je nesreča zgodila. Prometna nesreča je bila ponazorjena s figurami, le-te pa so upodabljaje in preslikavale resničnost. Samostalniki ustrezajo stvarem sveta, odnosi med besedami pa prinesejo pomen. Če se imena in zgradba ujemajo s stvarmi in zaporedjem stvari v resničnost, je stavek resničen. Toda da resničnost ostane, je potrebno odpraviti konstrukcijske napake. To pomeni, da morajo biti odpravljeni vsi stavki, ki so brez smisla ali nesmiselni. Stavki brez smisla so tisti, ki za preveritev, ali so resnični ali lažni, resnice ne potrebujejo. Nesmiselnih stavkov pa sploh ne moremo preveriti, ker jim v resničnosti ni nič ustrezajoče.
Dvoumnost in večpomenskost stavkov je Wittgensteina zelo motila. Želel je pregnati vse moralne izjave, ker dobro in slabo ne preslikavata stvari iz resničnosti. Morala naj bi se izražala v znakovni govorici, gesti ali pogledu. Tu se je naslanjal na to, da kar smemo izreči, to povemo jasno z besedami. O stvareh, o katerih ne moremo oz. ne smemo govoriti, molčimo.
Pojasnil je nov pojem - precizni jezik. Precizni jezik naj bi omogočal objektivno zajemanje in opisovanje resničnosti na vseh področjih življenja. Ideja je navdahnila skupino znanstvenikov in filozofov na Dunaju z imenom Ernst-Manch-Gesellschaft. Ti so se leta 1922 zbrali v Dunajskem krogu in poskušali dodelati Wittgensteinov program (preciznega jezika), ki je bil po 14 neuspešnih letih zaključen.
V primeru uveljavitve preciznega jezika bi le-ta pustil hude posledice in marsikaj bi bilo izgubljenega. Prepovedano bi bilo uporabljati dvoumne stavke, ironijo in metafore.
Eden od glavnih razlogov za neuspeh preciznega jezika je, da je le-ta nečloveški, kajti ta oblika jezika je v nasprotju razumevanja človeške evolucije in temeljne funkcije jezika. Sam jezik je nastal iz socialnih potreb po sporazumevanju in ne zaradi hrepenenja po resnici in samospoznanju.
Drugi razlog, ki podre teorijo preciznega jezika, pa je, da je pomen nekega stavka oblikovan z rabo besed. Wittgenstein je na jezik gledal z vidika tehnika in inženirja. Zanj je bil jezik spoznavni inštrument, ki se ga vrednoti z logiko. Steven Pinker je kasneje iz te teorije v svoji knjigi 'Kako um ustvarja jezik' razvil tezo, da vsi ne glede na jezik, ki ga govorimo, ustvarjamo jezikovne konstrukte prvotno v možganščini, zato imajo vsi jeziki skupno logiko.

## Delovanje

### Logika
Wittgenstein in Russell sta dojemala logiko kot svetovni obrazec mišljenja. Filozofe, psihologe, na splošno ljudi, je Wittgenstein ocenjeval po njihovi uporabnosti z logiko. Tako je  Freuda in psihoanalizo tako kot psihologijo ocenil za neplodna.

### Filozofija v času Wittgensteina in Russella
V času Wittgensteina je bilo vzdušje v Cambridgeu patetično. Filozofija je v tem času  doživela ponovni razcvet. Sama Russell in Wittgenstein nista vedela, ali bosta filozofijo pripeljala do vrhunca ali do ukinitve. Lastne ideje so ju pripeljale do tega, da sta se odpovedala vsemu, kar ju obdaja.

### Posebnost Wittgensteina kot filozofa
Zaradi pomanjkljive izobrazbe s področja filozofije je Wittgenstein na stvari, ki so se dogajale okoli njega, gledal drugače kot drugi filozofi. Ni se ukvarjal z vprašanjem, ali človek objektivno resničnost sploh lahko dojema adekvatno (ustrezno), ter se prav tako ni posvečal psihologiji zaznavanja, ki je zaposlovala njegove sodobnike. Prav tako se ni niti malo dotaknil socialnega konteksta jezika in govora, kar je vzrok nerazumevanja le-tega.

## Najpomembnejši deli

### Logično filozofski traktat
Je delo, ki je bilo leta 1921 objavljeno v časopisu. Leto kasneje pa je bilo izdano v knjigi. Gre za zvežčič z manj kot 100 stranmi, oštevilčen po stavkih in odstavkih s posebnim številskim sistemom, ki omogoča hierarhično izpeljavo nadrejenih sklepov v podrejene premise. Traktat je zasnovan na visoko strukturirani logično-matematični teoriji: »Svet je celotnost dejstev, ne stvari«, dejstva pa lahko nadaljnje analiziramo v »atomarna dejstva«, ki so dobesedno preslikana v »atomarne prepozicije«. Vendar pa filozofske prepozicije samega Traktata ne govorijo o svetu, temveč ga »prikazujejo«, zrcalijo njegovo logično zgradbo, ki je lahko zgolj prikazana, ne pa tudi izrečena, kajti »o čemer ne moremo govoriti, o tem moramo molčati«. Stavki Traktata so po mnenju Wittgensteina tavtološki: izrekajo ničesar, ključno je samo to, kar kažejo. S Traktatom je Wittgenstein tudi priskrbel osnovo za kasnejšo sistematizacijo propozicijske logike.
Vsebina zajema metafiziko, logiko ter resnice logike, status matematike, status teorije znanosti ter še številne druge tematike. V tem delu je tudi predstavil teorijo preciznega jezika in teorijo jezika kot odslikave resničnosti. V delu je poudarek na tem, da svet temelji na resnici, dejstvih in ne na stvareh.

### Filozofske raziskave
So drugo glavno in tudi zadnje Wittgensteinovo delo, ki posega v filozofijo jezika in v katerem se je odpovedal tako teoriji odslikave kot tudi misli, da je mogoče jezik doumeti zgolj s sredstvi logike (svojemu Traktatu, torej). Navidezna harmonija med jezikom in resničnostjo je le senca, ki jo povzroči slovnica. Jezik je namreč raznolik družbeni pojav, za katerega ne obstaja kakšno enotno sodilo pravilnosti niti ena sama razlagalna metafora. Ni mogoče najti sodila za razlikovanje med upoštevanjem osebnega pravila, še posebej ne morejo biti odvisna od kake bistveno osebne entitete, kakršne so Lockove ideje/predstave. Pozni Wittgenstein ustaljeno stopa po ozki stezi med dvema glavnima tekmujočima tradicijama, pri čemer zavrača obe: zanika, da obstaja neko zunanje dejstvo, zavoljo katerega so vse rdeče stvari rdeče, kakor tudi ne obstaja nič, kar bi opredeljevalo našo rabo besede »rdeče«. Podobno »Bolečina ni nekaj, vendar prav tako ni nič« - ni niti osebna mentalna entiteta niti je ne moremo poistovetiti z obnašanjem. Problem drugih duhov torej nastane z značilnega filozofskega nerazumevanja metaforičnega jezika.
Spoznal je tudi, da je pomen besede njena uporaba v jeziku. Filozofi bi si morali prizadevati, da bi bila pravila jezikovne rabe in različne jezikovne igre razumljive. Ob tem je tudi dokončno odkril pomen psihologije, ki ob socialnem kontekstu razloži jezikovne igre.  Wittgenstein v delu definira filozofske probleme, katerih razlaga je naloga filozofije: »Filozofski problemi morajo biti vedno razumljeni in analizirani tudi kot problemi jezikovnega izraza. Kajti način, kako ljudje doživljajo svet, je vedno pod vplivom njihovega jezika.«. Vsebina zajema metafiziko, logiko ter resnice logike, status matematike, status teorije znanosti ter še številne druge tematike. V tem delu je tudi predstavil teorijo preciznega jezika in teorijo jezika kot odslikave resničnosti. V delu je poudarek na tem, da svet temelji na resnici, dejstvih in ne na stvareh. Bistvo filozofije ni znanje, temveč razumevanje.
To delo je bilo pobuda tako za filozofijo kot za na novo nastalo lingvistiko. V filozofiji se pojavila nova disciplina imenovana analitična filozofija, ena najpomembnejših smeri v drugi polovici dvajsetega stoletja, ki se ukvarja s problemskim področjem tako zgodnjega kot poznega Wittgensteina. Lingvistika pa je sprejela teorijo 'jezikovnih iger' in se posvetila pomenu govora v konkretnem kontekstu. Iz te teorije sta kasneje angleški filozof John Langshaw Austin in ameriški John Rogers Searle razvila teorijo 'jezikovnega dejanja' (Act Speech) z utemeljitvijo, da kdor nekaj pove, nekaj dela. Iz same teorije resnice jezika pa je nastala tudi teorija socialne komunikacije.

## Vplivi
Ne glede na relativno malo del je postal eden od najvplivnejših filozofov 20. stoletja. Njegov vpliv sega od njegovih sodobnikov, Dunajskega kroga in Bertranda Russlla, do filozofov poznega dvajsetega stoletja, Richarda Rortyja, Jeana-Francoisa Lyotarda in Michaela Dummeta. Med drugim je bil Wittgenstein znan tudi po svojih pogledih (in njihovih izvedbah) na arhitekturo (par let svojega življenja je posvetil projektiranju in nadzorovanju gradbe hiše svoje sestre); pogosto ga povezujejo s pomembnim modernističnim arhitektom Alfredom Loosom.

## Zanimivosti
Njegov brat, Paul Wittgenstein, je bil svetovno znani pianist, ki je sicer v 1. svetovni vojni izgubil desno roko, vendar je nadaljeval briljantno pianistično kariero. Mnogo skladateljev mu je posvečalo skladbe, med drugimi Benjamin Britten, Paul Hindemith, Richard Strauss; prav zanj je Maurice Ravel tudi skomponiral Klavirski koncert za levo roko v d-molu; Sergej Prokofjev pa Klavirski koncert št. 4 (za levo roko).

### Internetni viri
- SSKJ. 2014. (Internet). (citirano dne 21.12.2014). Dostopno na naslovu: http://bos.zrc-sazu.si/sskj.html
- Wittgenstein. 2014. (Internet). (citirano dne 21.12.2014). Dostopno na naslovu: http://www.iep.utm.edu/wittgens/
- Wittgenstein. 2014. (Internet). (citirano dne 11.1.2015). Dostopno na naslovu: http://www.lib.uchicago.edu/efts/WITT/index.html